# Echymipera rufescens
Echymipera rufescens е вид бозайник от семейство Бандикути (Peramelidae).

## Разпространение
Видът е разпространен в Австралия, Индонезия и Папуа Нова Гвинея.